# The Brand New Heavies
The Brand New Heavies — британская эйсид-джаз и фанк группа, созданная в 1985 году в Илинге на западе Лондона. Основными участниками группы с момента её основания являются Саймон Бартоломью и Эндрю Леви. Н’Ди Дэвенпорт была ведущей вокалисткой группы.

## История
The Brand New Heavies зародилась в 1980-х как инструментальная эйсид-джаз-группа под названием Brothers International. Группа придумала название Heavies после подписания своего первого контракта на запись, позаимствовав его из сингла Джеймса Брауна «Minister of New Super Heavy Funk». Будучи уже The Brand New Heavies они стали культовыми на лондонской клубной сцене и вскоре подписали контракт с лейблом Cooltempo Records. Группа выпустила дебютную запись на лейбле Эдди Пиллера Acid Jazz Records в 1990 году.
Сингл «Got to Give» вышел на Cooltempo до того, как Brand New Heavies подписали контракт с Acid Jazz Records и выпустили альбом Brand New Heavies, получивший признание критиков. Группа подписала контракт с подразделением Chrysalis Records в Великобритании, а в Америке — с влиятельным лейблом Delicious Vinyl. В состав группы вошла Н’Ди Дэвенпорт (которая подписала контракт с Delicious Vinyl). Затем была выпущена обновленная версия первого альбома с вокалом Н’Ди Дэвенпорт, а синглы «Dream Come True», «Never Stop» и «Stay This Way», все с Дэвенпортом в качестве главной вокалистки, стали хитами по обе стороны Атлантики.
Группа выступала в Нью-Йорке вместе с американской хип-хоп группой 3rd Bass и рэпером Q-Tip, что вдохновило включить элементы хип-хоп музыки в свои синглы. Их следующим альбомом стал признанный критиками Heavy Rhyme Experience, Vol. 1, который включал, в частности, сотрудничество с Guru из Gang Starr и The Pharcyde, но не имел женского вокала.
Brand New Heavies выпустили альбом Brother Sister в 1994 году, который на какое-то время стал последним альбомом с Н’Ди Дэвенпорт, которая ушла из группы, чтобы завершить свой сольный альбом (который она отложила, чтобы присоединиться к Heavies). На альбоме появилось больше синглов, хотя один из них, кавер-версия песни Марии Малдаур «Midnight at the Oasis», был популярен только в Великобритании, потому что он не был включен в американскую версию альбома.
Сида Гаррет присоединилась к группе для записи их следующего альбома Shelter (1997). В альбом вошёл хит «Sometimes», который включал вокал рэп-исполнителя Q-Tip.
Затем The Brand New Heavies выпустили альбом своих лучших хитов Trunk Funk — The Best of The Brand New Heavies (2000), в котором Карлин Андерсон выступила вокалисткой. В 2003 году они выпустили альбом We Won’t Stop с участием различных вокалистов, а в 2005 — Allaboutthefunk, соавтором и сопродюсером которого была Николь Руссо. В альбоме We Won’t Stop основную часть женского вокала исполнила Сай Смит. Поэтесса из Лос-Анджелеса Джина Лоринг принял участие в альбоме. Если ранее звучание группы было в стиле фанк 1970-х, то в We Won’t Stop они экспериментируют с большим количеством электронных элементов и современным R&B.
В апреле 2006 года Brand New Heavies воссоединились с Н’Ди Дэвенпорт и бывшим лейблом Delicious Vinyl. Новый альбом Get Used to It был выпущен 27 июня 2006 года. Альбом записывался в Нью-Йорке и Лондоне, а главный сингл «I Don’t Know Why (I Love You)» был выпущен в начале мая.
В ноябре 2011 года Brand New Heavies выпустили инструментальный альбом под названием Dunk Your Trunk.
6 мая 2013 года был выпущен восьмой студийный альбом Brand New Heavies Forward. Обязанности ведущего вокалиста на альбоме были распределены поровну между Н’Ди Дэвенпорт, Яном Кинкейдом и Саймоном Бартоломью, дебютирующим в качестве ведущего вокалиста на этом альбоме, и новым британским вокалистом Доном Джозефом.
10 октября 2013 года The Brand New Heavies объявили на своём официальном сайте, что Дон Джозеф официально присоединился к группе в качестве ведущего вокалиста и что группа работает над новым студийным альбомом, релиз которого намечен на начало 2014 года.
21 февраля 2014 года The Brand New Heavies выступили в Бакстонском оперном театре. Девятый студийный альбом Brand New Heavies Sweet Freaks с Доном Джозеф в качестве вокалиста вышел 24 октября 2014 года.
В конце 2015 года Ян Кинкейд и Дон Джозеф покинули группу. В июле 2016 года группа начала активно гастролировать по Европе и Японии с вокалисткой Сулен Флеминг. Она оставалась в группе до 2018 года. В ноябре 2018 года группа начала гастролировать с Анжелой Риччи.
В апреле 2019 года The Brand New Heavies представили свой новый сингл «Getaway» совместно с вокалисткой Н’Ди Давенпорт. 6 сентября 2019 года на Acid Jazz Records вышел новый студийный альбом TBNH, в котором участвовали Давенпорт, Сида Гарретт, Энджи Стоун, Беверли Найт, Анджела Риччи, Джек Найт, Хани Ларошель и Лавиль.